# Namensstatistik
Die Namensstatistik (auch: Namenstatistik) befasst sich mit der Häufigkeit einzelner Namen oder Namengruppen sowie mit der Entwicklung dieser Häufigkeiten. Dabei ist zwischen Vornamen und Familiennamen und gegebenenfalls anderen Namentypen zu unterscheiden. Angaben zu Häufigkeiten von Namen befriedigen zunächst einmal das Interesse breiter Bevölkerungsschichten, können aber auch praktischen Bedürfnissen entgegenkommen, etwa bei der Wahl von Vornamen für Neugeborene, wenn der Name nicht zu häufig oder auch nicht zu selten sein soll. Bei häufigen Familiennamen stellt sich gelegentlich das Bedürfnis ein, differenzierende Namenszusätze einzuführen, so etwa bei dem Politiker Hermann Schmitt-Vockenhausen, der als Hermann Schmitt in Eppstein-Vockenhausen geboren wurde und sich später offiziell nach seinem Geburtsort nannte.

## Öffentliche Resonanz
Das große Interesse an der Häufigkeit von Namen spiegelt sich in der regelmäßigen Berichterstattung in den Medien über die jeweils bevorzugten Vornamen, die regional unterschiedlich ausfallen können und sich mit der Zeit auch ändern, am deutlichsten erkennbar am Phänomen der Modenamen. So stellt Koß in einer Graphik dar, wie die Namen Peter und Andreas von den 1940er bis in die 1970er Jahre den typischen Häufigkeitsverlauf von Modenamen aufweisen. Besonders ausführlich sind die jährlichen Berichte über die Vornamenwahl in der Zeitschrift Der Sprachdienst der Gesellschaft für deutsche Sprache (GfdS), etwa in dem Beitrag von Rüdebusch 2017. Tabellen zu den 10 häufigsten Vornamen für Jungen und Mädchen in 22 Ländern in den Jahren 2004/05 findet man, allerdings ohne Daten, im Vornamenlexikon des Dudenverlags.

## Zu den Anfängen der Namensstatistik
Zumindest für Namen im deutschen Sprachraum lässt sich feststellen, dass es bereits im 19. Jahrhundert einschlägige Erhebungen gab. So hat Förstemann (1953) Daten dazu erhoben, wie sich im Verbrüderungsbuch von St. Peter zu Salzburg ein phonetischer Wandel für die Zeit zwischen 800 und 1200 vollzog. Eine andere Erhebung (Förstemann 1852) betrifft den unterschiedlichen Aufbau altdeutscher Namen aus Wortstamm/Wortstämmen und Endung.  Bei Bacmeister (1870) findet man Zusammenstellungen zur Häufigkeit von Familiennamen in Reutlingen und Eningen.

## Namensstatistik als Untersuchungsgegenstand der Quantitativen Linguistik
Ein anderer Aspekt, sich mit Namensforschung zu befassen, besteht darin, zu untersuchen, ob die Häufigkeiten von Namen Gesetzmäßigkeiten aufweisen, wie sie die Quantitative Linguistik generell vorschlägt. Solche Fragestellungen stecken anscheinend noch weitgehend in den Anfängen. Deshalb können hier nur einige Hinweise gegeben werden.

### Historischer Aspekt
Wie bereits angedeutet, hat Förstemann einen phonetischen (orthographischen?) Prozess (den Übergang von <ai> zu <ei>) über die Zeit von 800 bis 1200 erhoben, für den nachgewiesen werden kann, dass er dem Piotrowski-Gesetz entsprechend verläuft.
Auch Modenamen können als historische Prozesse aufgefasst werden, die dem Piotrowski-Gesetz entsprechen sollten. Die bereits erwähnte Graphik von Koß hierzu bestätigt das dem Augenschein nach für alle vier dargestellten Namen; mangels Daten ist aber ein Test dieser Annahme nicht möglich.

### Strukturelle Aspekte
Am besten belegbar ist derzeit wohl das Phänomen, dass sowohl Familien- als auch Vornamen, nach ihrer Häufigkeit in eine Rangordnung gebracht, Rangordnungsgesetzen unterliegen.
Ein weiteres, mehrfach erprobtes Feld ist das Diversifikationsgesetz. Ein typischer Fall dafür sind Familiennamen, denen wie bei Lange, Langer. Lang und Langen der gleiche Wortstamm zugrunde liegt und deren Häufigkeitsrelationen sich als gesetzmäßig erweisen. Mit gleichem Ergebnis wurden mehrere weitere Fälle von Diversifikation bei Familien- ebenso wie bei Vornamen getestet.
Als Beispiel diene die Diversifikation des Namens Schmidt mit seinen Varianten, so wie Bluhme sie anhand der Telefonanschlüsse der Städte Bozen und Meran erhoben hat, geordnet nach abnehmender Häufigkeit:
| Rang | Schreibung | Anzahl |
| ---- | ---------- | ------ |
| 1    | Schmied    | 65     |
| 2    | Schmid     | 41     |
| 3    | Schmitt    | 36     |
| 4    | Schmidt    | 26     |

Die Diversifikation beruht in diesem Fall auf nur vier unterschiedlichen Formen; es gibt Namen mit weniger, aber auch solche mit wesentlich größerer Diversifikation.
Anzufügen ist noch eine einzelne Beobachtung zum Textblockgesetz, die sich als erfolgreich erwies.